# Eretmochelys imbricata
Eretmochelys imbricata је гмизавац из реда Testudines и фамилије Cheloniidae.

## Угроженост
Ова врста је крајње угрожена и у великој опасности од изумирања.

## Распрострањење
Ареал врсте Eretmochelys imbricata обухвата већи број држава. 
Врста је присутна у Куби, Барбадосу, Мексику, Порторику, Кини, Аустралији, Бразилу, Венецуели, Колумбији, Јапану, Индији, Ирану, Саудијској Арабији, Тајланду, Малезији, Индонезији, Филипинима, Египту, Судану, Сомалији, Мадагаскару, Кенији, Танзанији, Панами, Никарагви, Хондурасу, Самои, Соломоновим острвима, Фиџију, Палауу, Вануатуу, Папуи Новој Гвинеји, Салвадору, Белизеу, Јамајци, Доминиканској Републици, Светом Китсу и Невису, Антигви и Барбуди, Бахамским острвима, Доминици, Тринидаду и Тобагу, Гваделупу, Мартинику, Коморима, Екваторијалној Гвинеји, Еритреји, Маурицијусу, Сејшелима, Гренади, Холандским Антилима, Девичанским острвима, Бахреину, Камбоџи, Кувајту, Малдивима, Оману, Катару, Шри Ланци, Уједињеним Арапским Емиратима, Јемену, Америчкој Самои, Гваму, Кајманским острвима, Сијера Леонеу, Сједињеним Америчким Државама, Сингапуру и Холандији.

## Станиште
Станиште врсте су морски екосистеми. 
Врста је присутна на подручју Атлантика, Пацифика, и Индијског океана.

## Начин живота
Врста Eretmochelys imbricata прави гнезда.